# Micromyzella kathleenae
Micromyzella kathleenae är en insektsart. Micromyzella kathleenae ingår i släktet Micromyzella och familjen långrörsbladlöss. Inga underarter finns listade i Catalogue of Life.